# Sätofta
Sätofta är en tidigare tätort i Höörs kommun i Skåne län. Vid 2015 års tätortsavgränsning hade bebyggelsen vuxit samman med Höörs tätort.

## Befolkningsutveckling
| Befolkningsutvecklingen i Sätofta 1960–2010 | Befolkningsutvecklingen i Sätofta 1960–2010 | Befolkningsutvecklingen i Sätofta 1960–2010 | Befolkningsutvecklingen i Sätofta 1960–2010 | Befolkningsutvecklingen i Sätofta 1960–2010 |
| ------------------------------------------- | ------------------------------------------- | ------------------------------------------- | ------------------------------------------- | ------------------------------------------- |
|                                             |                                             |                                             |                                             |                                             |
| År                                          |                                             |                                             | Folkmängd                                   | Areal (ha)                                  |
| 1960                                        | 1960                                        |                                             | 387                                         |                                             |
| 1965                                        | 1965                                        |                                             | 395                                         |                                             |
| 1970                                        | 1970                                        |                                             | 502                                         |                                             |
| 1975                                        | 1975                                        |                                             | 438                                         |                                             |
| 1980                                        | 1980                                        |                                             | 440                                         |                                             |
| 1990                                        | 1990                                        |                                             | 867                                         | 133                                         |
| 1995                                        | 1995                                        |                                             | 1 046                                       | 162                                         |
| 2000                                        | 2000                                        |                                             | 1 130                                       | 162                                         |
| 2005                                        | 2005                                        |                                             | 1 160                                       | 165                                         |
| 2010                                        | 2010                                        |                                             | 1 348                                       | 174                                         |
| Anm.: Sammanvuxen med Höör 2015.            |                                             |                                             |                                             |                                             |

År 1990 definierade SCB ett område väster om tätorten som småort med namnet Ekbacken och småortskoden S3317. Dessa villor hade då 130 invånare på en yta av 23 hektar. Sedan dess har det området ingått i tätorten Sätofta.

## Kända personer
Poeten Emil Kléen föddes 1868 i Sätofta.
Författaren Torsten Bengtsson Bodde i Sätofta